# Pandemia de COVID-19 en América
La pandemia de COVID-19 en América inició con la detección del primer caso de esta enfermedad el 21 de enero de 2020 en los Estados Unidos, un hombre de aproximadamente 30 años, originario del estado de Washington, que había viajado recientemente a China.
Se notificaron casos en todos los países de América del Norte, América Central y por último el Caribe después de que Bonaire confirmara un caso el 18 de abril del 2020. El coronavirus se informó por primera vez en América del Sur el 26 de febrero de 2020 cuando Brasil confirmó un caso en São Paulo. Desde entonces, los gobiernos de toda la región tomaron una serie de medidas para proteger a sus ciudadanos y contener la propagación de COVID-19. Todos los países sudamericanos, incluyendo al departamento de ultramar francés de Guayana Francesa y las Islas Malvinas reportaron presencia de coronavirus dentro de sus fronteras.
Aunque los países de América Latina se habían preparado desde varias semanas eso no impidió que el virus llegara a la región, por ejemplo Colombia tuvo su primer caso de COVID-19 el 6 de marzo del 2020 debido a una ciudadana que provenía de Milán, Italia, presentó los síntomas al llegar al país y posteriormente se tomaron las pruebas correspondientes por una entidad de salud que confirmó un resultado positivo en la paciente. Esto conllevo a terminar una fase de preparación en el territorio nacional y empezar la fase de contención que era desarrollado por el Comité Nacional de Emergencias.

## Estadísticas por país
| Territorios                          | Territorios | Confirmados | Confirmados | Fallecidos | Fallecidos | Fallecidos | Recuperados | Recuperados |
| 56 territorios                       | Población   | Totales     | CxMhab      | Totales    | %          | FxMhab     | Totales     | %           |
| ------------------------------------ | ----------- | ----------- | ----------- | ---------- | ---------- | ---------- | ----------- | ----------- |
| Estados Unidos                       | 331 800 000 |             |             |            |            |            |             |             |
| Brasil                               | 211 420 000 |             |             |            |            |            |             |             |
| Argentina                            | 45 377 000  |             |             |            |            |            |             |             |
| Colombia                             | 50 375 000  |             |             |            |            |            |             |             |
| México                               | 127 792 000 |             |             |            |            |            |             |             |
| Perú                                 | 32 627 000  |             |             |            |            |            |             |             |
| Canadá                               | 38 116 000  |             |             |            |            |            |             |             |
| Chile                                | 19 374 000  |             |             |            |            |            |             |             |
| Panamá                               | 4 279 000   |             |             |            |            |            |             |             |
| Ecuador                              | 17 534 000  |             |             |            |            |            |             |             |
| Bolivia                              | 11 635 000  |             |             |            |            |            |             |             |
| República Dominicana                 | 10 454 000  |             |             |            |            |            |             |             |
| Costa Rica                           | 5 111 000   |             |             |            |            |            |             |             |
| Guatemala                            | 16 858 000  |             |             |            |            |            |             |             |
| Honduras                             | 9 309 000   |             |             |            |            |            |             |             |
| Paraguay                             | 7 253 000   |             |             |            |            |            |             |             |
| Venezuela                            | 32 606 000  |             |             |            |            |            |             |             |
| Puerto Rico                          | 3 192 000   |             |             |            |            |            |             |             |
| El Salvador                          | 6 766 000   |             |             |            |            |            |             |             |
| Uruguay                              | 3 531 000   |             |             |            |            |            |             |             |
| Cuba                                 | 11 192 000  |             |             |            |            |            |             |             |
| Guayana Francesa                     | 292 000     |             |             |            |            |            |             |             |
| Jamaica                              | 2 726 000   |             |             |            |            |            |             |             |
| Belice                               | 419 000     |             |             |            |            |            |             |             |
| Haití                                | 11 743 000  |             |             |            |            |            |             |             |
| Guadalupe                            | 387 000     |             |             |            |            |            |             |             |
| Surinam                              | 587 000     |             |             |            |            |            |             |             |
| Bahamas                              | 389 000     |             |             |            |            |            |             |             |
| Trinidad y Tobago                    | 1 368 000   |             |             |            |            |            |             |             |
| Guyana                               | 787 000     |             |             |            |            |            |             |             |
| Aruba                                | 114 000     |             |             |            |            |            |             |             |
| Nicaragua                            | 6 596 000   |             |             |            |            |            |             |             |
| Curazao                              | 160 000     |             |             |            |            |            |             |             |
| Islas Vírgenes de los Estados Unidos | 104 000     |             |             |            |            |            |             |             |
| San Martín                           | 35 000      |             |             |            |            |            |             |             |
| Barbados                             | 287 000     |             |             |            |            |            |             |             |
| Islas Turcas y Caicos                | 45 000      |             |             |            |            |            |             |             |
| Santa Lucía                          | 184 000     |             |             |            |            |            |             |             |
| San Vicente y las Granadinas         | 111 000     |             |             |            |            |            |             |             |
| Bermudas                             | 64 000      |             |             |            |            |            |             |             |
| Islas Caimán                         | 70 000      |             |             |            |            |            |             |             |
| San Martín                           | 44 000      |             |             |            |            |            |             |             |
| Antigua y Barbuda                    | 98 000      |             |             |            |            |            |             |             |
| Martinica                            | 365 000     |             |             |            |            |            |             |             |
| Bonaire                              | 20 100      |             |             |            |            |            |             |             |
| Granada                              | 113 000     |             |             |            |            |            |             |             |
| San Bartolomé                        | 11 000      |             |             |            |            |            |             |             |
| Dominica                             | 72 000      |             |             |            |            |            |             |             |
| Islas Vírgenes Británicas            | 30 000      |             |             |            |            |            |             |             |
| San Cristóbal y Nieves               | 53 000      |             |             |            |            |            |             |             |
| Islas Malvinas                       | 4000        |             |             |            |            |            |             |             |
| Groenlandia                          | 56 000      |             |             |            |            |            |             |             |
| San Eustaquio                        | 3500        |             |             |            |            |            |             |             |
| San Pedro y Miquelón                 | 6000        |             |             |            |            |            |             |             |
| Anguila                              | 15 000      |             |             |            |            |            |             |             |
| Montserrat                           | 5000        | 11          | 2200        | 1          | 9.1 %      | 200        | 7           | 63.6 %      |
| Saba                                 | 1915        |             |             |            |            |            |             |             |

Nota: la lista puede presentar desactualizaciones respecto a las fuentes.
Líneas resaltadas:
     Sin casos activos.
     Todos los pacientes se recuperaron.

### Chile

Incidencia acumulada de la pandemia COVID-19 en Chile por región, entre el 3 de marzo de 2020 (inicio de la pandemia en Chile) y el 23 de junio de 2021 (última actualización del gráfico):
Total de casos por 100 000 habitantes
5000—6000 casos
6000—7000 casos
7000—8000 casos
8000—9000 casos
9000—10000 casos
10000—11000 casos
≥ 11000 casos

## Impacto socioeconómico
Según informes del Fondo Monetario Internacional (FMI), la pandemia de COVID-19 está dando paso a deficiencias económicas en gran parte de los países de Sudamérica y el Caribe debido a la disminución de fuentes importantes de ingresos actuales. Entre estas se han señalado principalmente el deterioro del turismo y las remesas y la reducción del precio del petróleo. Se espera, si las condiciones siguen de esta manera, una fuerte crisis económica que afecte a todo el continente.

Para este grupo de países, el desplome de la economía de sus principales socios comerciales (Estados Unidos y China), la caída de los precios de las materias primas, el cierre de fronteras con la consecuencia de interrupción de las cadenas de intercambio de suministros y la fuga de capitales son algunos de los efectos de la pandemia en las economías locales.
Alicia Bárcena, secretaria ejecutiva de la Comisión Económica para América Latina y el Caribe (CEPAL), señaló que en la región la pandemia puede producir un aumento de la tasa de desempleo de hasta un 10%, lo que llevaría a un aumento en los indicadores de pobreza e indigencia: el número de pobres pasaría de los 185 millones a unos 220 millones y el número de personas que viven en la pobreza extrema aumentaría de 67,4 millones a 90 millones.
Hacia fines de abril de 2020, unas 26 millones de personas habían perdido su trabajo en Estados Unidos, lo que llevaría al 20% la tasa de desempleo del país. La organización Feeding America, una red de más de 200 bancos de alimentos en todo el país, estima que en los próximos meses aumentará en un 46 % el número de personas que enfrentará inseguridad alimentaria.